# Puke + Cry – The Sire Years 1990-1997
Puke + Cry – The Sire Years 1990-1997 è un box set dei Dinosaur Jr. pubblicato nel Regno Unito nel 2023.

## Descrizione
Contiene i quattro album pubblicati dalla band durante gli anni novanta con la Sire Records con l'aggiunta di materiale proveniente da singoli, versioni alternative e altre tracce non contenute negli album.

## Elenco album
- Green Mind
- Where You Been
- Without a Sound
- Hand It Over

## Elenco brani

### Green Mind
Testi e musiche di J Mascis.
1. The Wagon – 4:54
2. Puke + Cry – 4:27
3. Blowing It – 2:44
4. I Live for That Look – 1:56
5. Flying Cloud – 2:35
6. How'd You Pin That One on Me – 4:24
7. Water – 5:38
8. Muck – 4:15
9. Thumb – 5:38
10. Green Mind – 4:56

#### Bonus tracks
1. Pebbles + Weeds (dall'EP The Wagon del 1991) – 5:23
2. The Little Baby (dall'EP The Wagon del 1991) – 2:07
3. Not You Again (dall'EP The Wagon del 1991) – 2:29
4. Quicksand (Wagon Reprise) (dall'EP The Wagon del 1991) – 4:30
5. Throw Down (dall'EP The Wagon del 1991 (edizione giapponese)) – 0:47
6. Whatever’s Cool With Me (dal 7" Whatever's Cool with Me) – 4:34
7. Sideways (dal 7" Whatever's Cool with Me) – 4:11
8. The Wagon (7″ DJ Edit) (Dal singolo promozionale "The Wagon") – 3:26

### Where You Been
Testi e musiche di J Mascis.
1. Out There – 5:52
2. Start Choppin – 5:39
3. What Else Is New – 5:09
4. On the Way – 3:27
5. Not the Same – 6:00
6. Get Me – 5:50
7. Drawerings – 4:49
8. Hide – 4:11
9. Goin' Home – 4:14
10. I Ain't Sayin – 2:27

#### Bonus tracks
1. Hot Burrito #2 (dall'EP Get Me del 1992) – 3:20
2. Quest (Acoustic) (dall'EP Get Me del 1992) – 4:43
3. Turnip Farm (dall'EP Start Choppin del 1993) – 5:50
4. Forget It (dall'EP Start Choppin del 1993) – 4:05
5. Keeblin' (dall'EP Out There del 1993) – 3:42
6. Missing Link (con Del The Funky Homosapien) (dall'album "Judgment Night (Music from the Motion Picture)") – 3:57

### Without a Sound
Testi e musiche di J Mascis.
1. Feel the Pain – 4:18
2. I Don't Think So – 3:35
3. Yeah Right – 2:45
4. Outta Hand – 4:59
5. Grab It – 3:31
6. Even You – 3:23
7. Mind Glow – 4:02
8. Get Out of This – 5:21
9. On the Brink – 3:11
10. Seemed Like the Thing to Do – 5:45
11. Over Your Shoulder – 4:52

#### Bonus tracks
1. Get Out Of This (No Words Just Solo) (dall'EP Feel the Pain del 1994) – 4:43
2. Blah (dall'album "Melrose Place - The Music" del 1994) – 5:50
3. I Don’t Think So (Instrumental) – 4:05
4. Outta Hand (Instrumental) – 3:42
5. Get Out Of This (Instrumental) – 3:57
6. On The Brink (Instrumental)
7. Seemed Like The Thing To Do (Alternate Mix)

### Hand It Over
Testi e musiche di J Mascis.
1. I Don't Think – 3:21
2. Never Bought It – 3:42
3. Nothin's Goin' On – 3:13
4. I'm Insane – 3:53
5. Can't We Move This – 3:41
6. Alone – 8:01
7. Sure Not over You – 4:09
8. Loaded – 3:27
9. Mick – 4:39
10. I Know Yer Insane – 3:03
11. Gettin' Rough – 2:12
12. Gotta Know – 4:47

#### Bonus tracks
1. Take a Run at the Sun (Dall'EP Take a Run at the Sun del 1997) – 3:32 (J Mascis)
2. Don't You Think It's Time (Dall'EP Take a Run at the Sun del 1997) – 2:28 (J Mascis)
3. The Pickle Song (Dall'EP Take a Run at the Sun del 1997) – 1:45 (J Mascis)
4. I Misunderstood (Dal singolo I'm Insane del 1997) – 3:47
5. What We Do Is Secret (Dall'album "Germs (Tribute) - A Small Circle of Friends") – 0:48
6. Never Bought It (Acoustic on ABC) (registrato dal vivo all'ABC TV Australia, 4 ottobre 1997) – 2:34
7. Sure Not Over You (Acoustic on ABC) (registrato dal vivo all'ABC TV Australia, 4 ottobre 1997) – 3:45